# 7800 Zhongkeyuan
7800 Zhongkeyuan (1996 EW2) là một tiểu hành tinh vành đai chính được phát hiện ngày 11 tháng 3 năm 1996 bởi Chương trình tiểu hành tinh Bắc Kinh Schmidt CCD ở Xinglong.